# Karrar Albeedhan
Karrar Abbas Mukasr Albeedhan (ar. كرار عباس مكسر البيضان;ur. 26 czerwca 1993) – iracki zapaśnik walczący w stylu klasycznym.
Srebrny medalista igrzysk panarabskich w 2023. Piąty na mistrzostwach Azji w 2021. Mistrz arabski w 2013, 2022 i 2023 roku.